# Crisôndio
Crisôndio (em grego: Χρυσονδύων; acc. Χρυσονδύωνα), também conhecida como Códrio ou Codrião (em latim: Codrio/Codrion) foi uma antiga cidade grega dos dassaretas localizada próxima a Antipatreia e Gerto ao norte do Monte Tomor, na Caônia, na fronteira da região do Epiro com a Ilíria. Provavelmente pode ser identificada com a moderna cidade de Gramsh, na Albânia. Segundo Tito Lívio, Crisôndio tinha um massivo circuito de muralhas, provavelmente datáveis do final do século IV a.C..
Durante a Guerra Social (r. 220–217 a.C.), foi disputada por Filipe V da Macedônia (r. 221–179 a.C.) e Pleurato III, filho de Escerdiledas da Ilíria (r. 218–206 a.C.). Participou na Segunda Guerra Macedônica entre a República Romana e o Reino da Macedônia e rendeu-se para a primeira após a captura de Antipatreia ca. 200 a.C.. Segundo Tito Lívio, havia ali moedas, as mais antigas delas do reinado do rei Filipe II da Macedônia (r. 359–336), fíbulas, ferramentas e armas, e os nomes eram ali grafados em estampas de telhas e selos de ânforas.